# Junkershausen

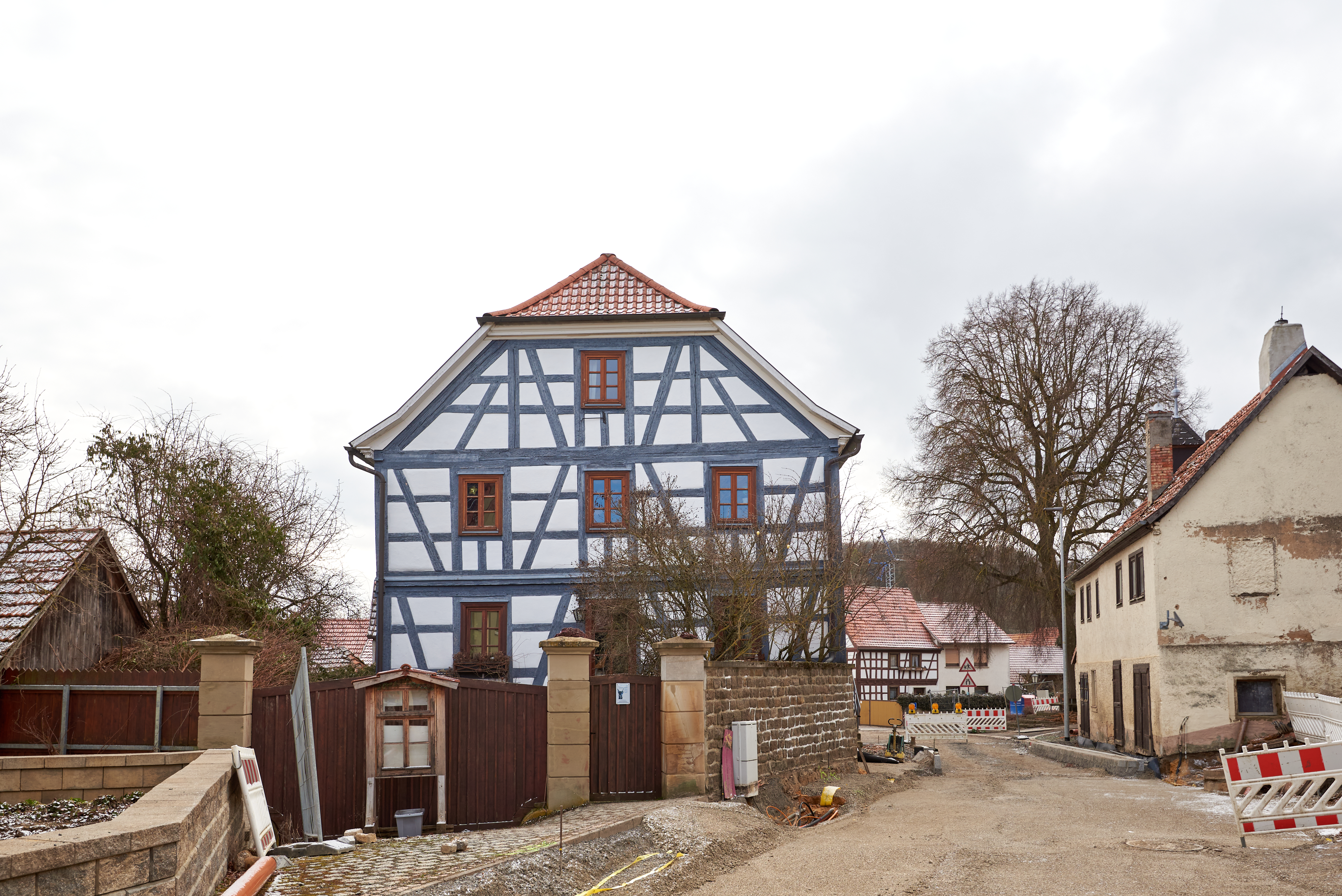
Die Dorfstraße in Junkershausen

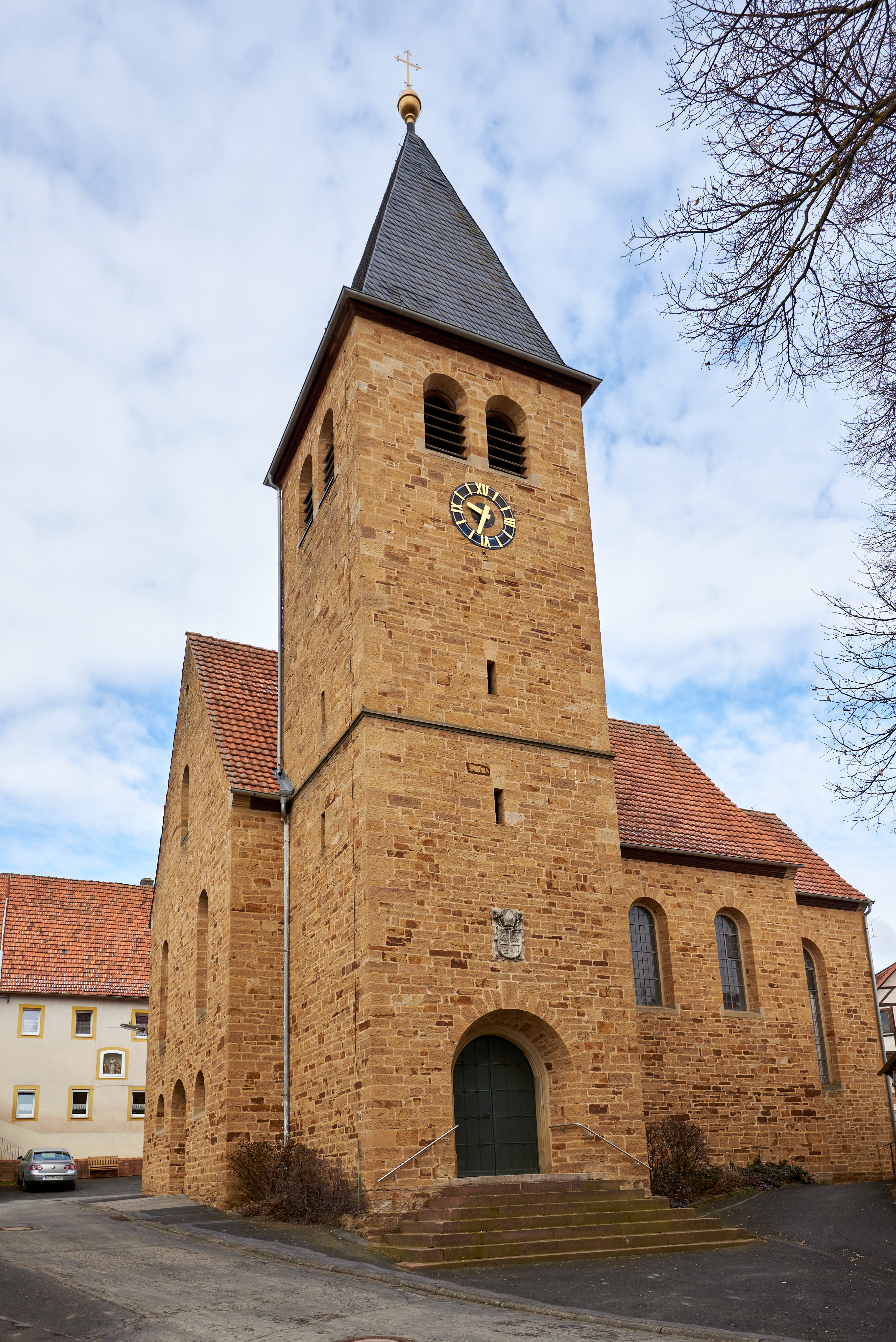
Kirche von Junkershausen.

Junkershausen ist ein Gemeindeteil der Gemeinde Hollstadt im unterfränkischen Landkreis Rhön-Grabfeld in Bayern.

## Lage
Das Pfarrdorf liegt etwa zehn Kilometer östlich der Kreisstadt Bad Neustadt an der Saale.

## Geschichte
Bereits in der Gründungsurkunde des Klosters Bildhausen aus dem Jahre 1156 ist Ingersfeld-Junkershausen erwähnt. Es war vertreten mit einem großen Klosterhof, der sich zum bedeutendsten Teil des Klosters Bildhausen (er wird in den Annalen als „Kornkammer des Klosters“ bezeichnet) entwickelt hatte und den die Mönche anfänglich selbst bewirtschafteten. 1472 wurde der Klosterhof an sechs Lehensleute verpachtet. Der Ort gehörte zum Hochstift Würzburg und kam 1815 zu Bayern.
Die Gemeinde Junkershausen wurde im Zuge der Gebietsreform in Bayern am 1. Januar 1978 in die Gemeinde Hollstadt eingegliedert.

## Kultur und Brauchtum
Der Nachbarort Wargolshausen gilt als Fastnachtshochburg. Der Rosenmontagsumzug, der in Junkershausen startet, ist der größte seiner Art im Landkreis Rhön-Grabfeld.

## Persönlichkeiten
Junkershausen ist der Geburtsort des Benediktinerpaters Anselm Grün und des Informatikprofessors Manfred Warmuth (University of California, Santa Cruz). Auch Ruppert May, Vorsitzender der Altphilologen im Bezirk Emsland-Bad Bentheim (Landkreis Emsland) und Oberstudienrat i. R. am Gymnasium Marianum (Meppen), stammt aus Junkershausen.